# Marcelo Oliveira
Marcelo de Oliveira Santos Uzai, más conocido como Marcelo Oliveira  (Pedro Leopoldo, Minas Gerais 4 de marzo de 1955), es un exfutbolista que jugó como delantero y hoy es entrenador de fútbol brasileño. Actualmente, entrena el Fluminense.

## Carrera

### Cómo Futbolista
Oliveira se unió al Atlético Minero en 1969, y fue para el equipo profesional tres años después, bajo el mando del técnico Telê Santana Llegó a disputar por la selección brasileña, en 1975, los Juegos Pan-Americanos y la Copa América 1975, además de las eliminatorias para la Copa de 1978. En 1977, era titular del equipo vicecampeón brasileño invicto haciéndose uno de los mayores ídolos del club alvi-negro (con 104 goles señalados).
En 1979, acabó siendo vendido al Botafogo Pasados los tres primeros meses en el fútbol carioca, Marcelo compró su pase y lo alquiló enseguida para el Nacional, de Montevideo.
Volvió al Atlético en 1983 (contribuyendo en la conquista del Hexacampeonato Minero) y explica: "Como estaba prestes a casarme, preferí volver para el Gallo." Marcelo tuvo pasajes aún por la Deportiva Ferroviaria y por el América Minero, donde concluyó su carrera en 1985.
Por la Selección Brasileña, hizo siete partidos y marcó dos goles entre 1975 y 1977. Conquistó los Juegos Pan-Americanos de 1975 y el Torneo de Cannes de 1974, por el equipo Sub-18.
| Juegos por la Selección Brasileña | Juegos por la Selección Brasileña | Juegos por la Selección Brasileña | Juegos por la Selección Brasileña                    | Juegos por la Selección Brasileña | Juegos por la Selección Brasileña | Juegos por la Selección Brasileña               |
| #                                 | Fecha                             | Local                             | Adversario                                           | Resultado                         | Gol                               | Competición                                     |
| --------------------------------- | --------------------------------- | --------------------------------- | ---------------------------------------------------- | --------------------------------- | --------------------------------- | ----------------------------------------------- |
| 1.                                | 30 de julio de 1975               | Caracas, Venezuela                | Venezuela                                            | 0–4                               | 0                                 | Copa América 1975                               |
| 2.                                | 6 de agosto de 1975               | Belo Horizonte, Brasil            | Argentina                                            | 2–1                               | 0                                 | Copa América 1975                               |
| 3.                                | 13 de agosto de 1975              | Belo Horizonte, Brasil            | Venezuela                                            | 6–0                               | 0                                 | Copa América 1975                               |
| 4.                                | 5 de junio de 1977                | Río de Janeiro, Brasil            | Selección Carioca[./Brasil ]                         | 4–2                               | 1                                 | Amistoso                                        |
| 5.                                | 12 de junio de 1977               | Río de Janeiro, Brasil            | Alemania Occidental[./Ficheiro:Flag_of_Germany.svg ] | 1–1                               | 0                                 | Amistoso                                        |
| 6.                                | 26 de junio de 1977               | Bello Horizonte, Brasil           | Yugoslavia[./Ficheiro:Flag_of_SFR_Yugoslavia.svg ]   | 0–0                               | 0                                 | Amistoso                                        |
| 7.                                | 14 de julio de 1977               | Cali, Colombia                    | Bolivia                                              | 8–0                               | 1                                 | Eliminatorias de la Copa del Mundo FIFA de 1978 |

### Como entrenador
Después de un periodo como comentarista deportivo en la Red Minas, Oliveira comenzó su carrera como técnico en la categoría de base del Atlético Minero y por allá quedó durante mucho tiempo. Fue entrenador del equipo profesional por 6 veces, siendo la última entre los meses de agosto y diciembre de 2008. En 25 juegos comandando el Atlético, garantizó uno de los cupos para la Copa Sudamericana 2009 En la secuencia, salió para la entrada de Emerson Leão.
En 2010 fue contratado para entrenar el Ipatinga. Después de la derrota de 2–0 para Paraná, Marcelo Oliveira fue dimitido.
El mismo año asumió el mando de Paraná Club, dejando el equipo en octubre. En 18 de noviembre fue anunciado como el nuevo técnico del Coritiba para la temporada 2011, sustituyendo Ney Franco. 
Su pasaje por el Coritiba fue de más larga y victoriosa de su carrera hasta entonces llevando el equipo a dos títulos provinciales y dos finales de la Copa de Brasil. Fue dimitido después de la derrota por 3–0 para la Portuguesa en 5 de septiembre de 2012.

#### Coritiba

##### 2011
En el Coritiba Foot Ball Club, Marcelo llevó el equipo al título del Campeonato Paranaense de forma invicta, con 20 victorias y 2 empates. Entre los días 3 de febrero y 5 de mayo, consiguió el récord mundial de 24 victorias seguidas, reconocido por el Libro Guinness de los récords
Llegó a la final de la Copa de Brasil 2011, perdida en la regla de gol de visitarte. En el Campeonato Brasileño de Fútbol 2011, terminó en la 8.ª posición, clasificando el club a la Copa Sudamericana 2012 En 16 de noviembre, renovó su contrato con el Coritiba hasta el fin de 2012.

##### 2012
Comenzó 2012 siendo campeón del Campeonato Paranaense, tras derrotar su archirrival Atlético-PR en la final de la competición. El 1 de marzo, en la partida en que el Coritiba venció el Toledo por 1–0, Oliveira llegó a la marca de 84 juegos dirigiendo el equipo, ingresando así en la lista de los 10 técnicos que por más veces comandaron el equipo.  Aún en marzo, Marcelo fue considerado por el Institute of Football Coaching Statistics el mejor Entrenador de Brasil y lo 14.º del mundo en los 12 meses precedentes.  El 6 de mayo, Marcelo completó 100 juegos comandando el Coritiba en el empate por 2–2 en el primero Atletiba de la decisión del provincial, disputado fuera de casa. Llegó en la final de la Copa de Brasil 2012, que fue disputada contra el Palmeiras, después de que Coritiba hubiera eliminado al Nacional-AM en la 1.ª fase, y Agremiação Sportiva Arapiraquense en la fase subsiguiente, el Paysandu en las octavas de final, lo Victoria en las cuartas de final y São Paulo en la semifinal. El Coritiba fue el único representante paranaense en el Campeonato Brasileño de Fútbol 2012 Coritiba también disputó la Copa Sudamericana 2012 ese año. En septiembre, después de una serie de malos resultados, Marcelo Oliveira fue dimitido del Coritiba. Por el club paranaense, Marcelo disputó 131 partidos, obteniendo 74 victorias, 25 empates y 32 derrotas, alcanzando un rendimiento del 62,8%.

#### Cruzeiro
Tras ser dimitido por el Vasco de Gama, fue contratado por el Cruzeiro Esporte Clube algunas semanas después. En el principio hubo desconfianza de la hinchada pues el entrenador hizo gran historia con la camisa del Atlético Minero cuando aún era jugador, pero esa impresión fue revertida. Su estreno con el equipo fue en el juego de apertura del Campeonato Minero, el día 3 de febrero de 2013 contra el mayor rival del Cruzeiro. El equipo celeste venció el Atlético Minero por 2 a 1 en juego que marcó la reapertura del Mineirão. 
El día 13 de noviembre de 2013, contabilizando 59 juegos por el Cruzeiro (45 victorias, 6 empates y 8 derrotas), Marcelo Oliveira condujo el Cruzeiro al título del Campeonato Brasileño de Fútbol 2013, transformando el club minero en el campeón más precoz en la era de los puntos corridos. Seis días después, Oliveira renovó su contrato por más un año con el club. Al fin de la temporada, fue elegido por la Confederación Brasileña de Fútbol el mejor entrenador del Campeonato.
En 2014, Oliveira comandó el club en la conquista del Campeonato Minero de forma invicta.
El día 27 de junio, durante amistoso contra el Club América, Oliveira celebró 100 juegos en el mando del equipo celeste, como el entrenador de mejor desempeño en la historia del club. En 100 juegos, fueron 69 victorias, 16 empates y 15 derrotas. Un rendimiento del 74,44%.
El día 23 de noviembre, conquistó con antelación el segundo título del Campeonato Brasileño en el mando del Cruzeiro, con la victoria sobre el Goiás por 2 a 1. El día 1 de diciembre, fue elegido el mejor técnico del campeonato, integrando la 'Selección del campeonato' en el Premio Crack del Brasileirão.
El día 23 de marzo de 2015, después de la partida contra el América-MG por el Campeonato Mineiro, vencida por 2 a 0, Marcelo Oliveira alcanzó la centésima victoria en 152 juegos comandando el equipo del Cruzeiro. Con un rendimiento del 72,1%, él se hizo el técnico con el mejor rendimiento en la historia del club.
El día 2 de junio de 2015, Marcelo es dimitido después de mala actuación consecutiva del club hasta la cuarta ronda del Campeonato Brasileño de Fútbol 2015 y la eliminación en la Copa Libertadores 2015, después de una derrota por el club argentino River Plate por 3 a 0 en el Mineirão el día 27 de mayo de 2015.

#### Palmeiras
En 10 de junio, es contratado por el Palmeiras para sustituir Oswaldo de Oliveira.

### Estadísticas
| Año       | Club            | Juegos | Victorias | Empates | Derrotas | Aprovechamiento |
| --------- | --------------- | ------ | --------- | ------- | -------- | --------------- |
| 2002–2008 | Atlético Minero | 53     | 18        | 17      | 18       | 44.65%          |
| 2011–2012 | Coritiba*       | 131    | 74        | 25      | 32       | 62.85%          |
| 2012      | Vasco da Gama   | 10     | 2         | 2       | 6        | 26.67%          |
| 2013–2015 | Cruzeiro        | 169    | 105       | 32      | 32       | 68.44%          |
| 2015–     | Palmeiras       | 20     | 11        | 2       | 7        | 59.52%          |

* La partida Roma Apucarana 1-3 Coritiba, disputada en 29 de abril de 2012 y válida pela 11.ª ronda del segundo turno del Campeonato Paranaense, no está contabilizada en las estadísticas por el motivo del Coritiba haber sido comandado por el auxiliar técnico Tico en la ocasión.

## Clubes

### Como futbolista
| País               | Club             | Año       |
| ------------------ | ---------------- | --------- |
| Bandera de Brasil  | Atlético Mineiro | 1972–1984 |
| Bandera de Brasil  | Botafogo         | 1979–1983 |
| Bandera de Uruguay | Nacional         | 1983      |
| Bandera de Brasil  | Desportiva       | 1984      |
| Bandera de Brasil  | América Mineiro  | 1985      |

### Como entrenador
| País              | Club                       | Año       |
| ----------------- | -------------------------- | --------- |
| Bandera de Brasil | Sub-20 de Atlético Mineiro | 2003-2007 |
| Bandera de Brasil | CRB                        | 2007      |
| Bandera de Brasil | Atlético Mineiro           | 2008      |
| Bandera de Brasil | Ipatinga                   | 2009      |
| Bandera de Brasil | Paraná                     | 2010      |
| Bandera de Brasil | Coritiba                   | 2011–2012 |
| Bandera de Brasil | Vasco da Gama              | 2012      |
| Bandera de Brasil | Palmeiras                  | 2013–2015 |
| Bandera de Brasil | Cruzeiro                   | 2015–2016 |
| Bandera de Brasil | Atlético Mineiro           | 2016      |
| Bandera de Brasil | Fluminense                 | 2018      |
| Bandera de Brasil | Ponte Preta                | 2020      |

## Títulos

### Como jugador
Atlético Minero
- Campeonato Minero: 1976, 1978, 1979 y 1983
- Copa Minas Generales: 1975 y 1976
- Copa Bello Horizonte: 1971 y 1972
- Copa de los Campeones de la Copa Brasil: 1978
- Torneo de la FMF: 1974
- Trofeo Conde de Fenosa: 1976
- Trofeo Ciudad de Vigo: 1977

Deportiva
- Campeonato Capixaba: 1984

Selección Brasileña
- Medalla de Oro en los Juegos Pan-Americanos de 1975
- Torneo de Cannes: 1974

### Como entrenador
Ipatinga
- Campeonato Minero - Módulo II: 2009

Coritiba
- Campeonato Paranaense: 2011, 2012

Cruzeiro
- Campeonato Brasileño: 2013, 2014
- Campeonato Minero: 2014

Palmeiras
- Copa de Brasil: 2015

### Individual
- Mejor entrenador del Campeonato Paranaense: 2011

- Premio Crack del Brasileirão como mejor entrenador: 2013 y 2014